# Браник (Дедина)
Браник је археолошки локалитет који се налази на 200 метара надморске висине у близини насеља Дедина, на заравњеном делу код црпне станице фабрике Трајал (фабрика Милоје Закић) код Крушевца. Ископавања се одвијају у оквиру пројекта мултидисциплинарног истраживања Мојсињско—послонског комплекса.

## Историјат
Археолошко налазиште Браник регистровано је 1997. у близини насеља Дедина. Смештено  3,5 км североисточно од центра Крушевца, представља невелик локалитет димензија 50 х 50 метара. Археолошка истраживања су спроведена 2010. године а њима је руководила археолог Гордана Чађеновић.
На налазишту је откривено неолитско насеље са остацима старчевачке керамике; реч је о фрагментима грубе фактуре, лоше печеним, са траговима премаза на унутрашњој страни. Насупрот малобројним керамичким предметима, пронађен је велики број кремених и камених предмета од којих су најзаступљенији ножеви и секире. Ови налази навели су на закључак да Браник не представља типично неолитско насеље већ централно место израде кремених и камених алатки.